# Electrohelcon foveatus
Electrohelcon foveatus är en stekelart som beskrevs av Charles Thomas Brues 1933. Electrohelcon foveatus ingår i släktet Electrohelcon och familjen bracksteklar. Inga underarter finns listade i Catalogue of Life.